# Rio Piraquê-Mirim
Rio Piraquê-Mirim är ett vattendrag i Brasilien.   Det ligger i delstaten Espírito Santo, i den sydöstra delen av landet, 900 km sydost om huvudstaden Brasília.
Omgivningen kring Rio Piraquê-Mirim är huvudsakligen savann. Området är  ganska glesbefolkat, med 48 invånare per kvadratkilometer.